# Amagami
Amagami (アマガミ), là một tựa game thuộc thể loại mô phỏng hẹn hò được hãng Enterbrain phát triển và phát hành cho hệ máy PlayStation 2. Trò chơi được phát hành vào ngày 18 tháng 3 năm 2009. Một anime chuyển thể với tên gọi Amagami SS được công bố vào ngày 24 tháng 4 năm 2010, dự kiến sản xuất và công chiếu vào mùa hè, anime được phát sóng vào ngày 1 tháng 7 năm 2010.

## Cốt truyện
Nhân vật chính, Tachibana Jun'ichi là học sinh cao trung năm 2, luôn cảm thấy chán nản mỗi khi mùa Giáng sinh tới vì những chuyện xảy ra trong quá khứ. Bởi nỗi sợ này, cậu không thể mở lòng mình để yêu ai và phải trải qua cuộc đời học sinh khá đơn điệu. Một ngày, Jun'ichi tự hỏi mình rằng liệu cậu có cam chịu kết thúc đời học sinh của mình như vậy hay không. Vượt qua nỗi sợ, Jun'ichi quyết tâm kiếm được một cô bạn gái để cùng trải qua đêm giáng sinh. Kết quả là, cậu đã có những cuộc gặp gỡ với sáu cô bạn chung trường cậu đang học bao gồm Morishima Haruka, Tanamachi Kaoru, Nakata Sae, Nanasaki Ai, Sakurai Rihoko, và Ayatsuji Tsukasa. Nhưng rồi cuối cùng, một lễ Giáng sinh ấm áp đã mở toang trái tim của tình yêu trong lòng cậu cùng với người con gái mà cậu hết mực yêu thương.

## Hệ thống trò chơi
Có sự thay đổi phương thức lựa chọn khu vực di chuyển từ trước của game, bằng cách sử dụng hệ thống chọn lựa (bản đồ hành động) cho tới hành động trực tiếp của bản thân. Đồng thời người chơi có thể tuỳ ý lựa chọn hành động của bản thân nhân vật chính trong game, nhân vật chính cứ bốn giờ mỗi ngày thì nghỉ lần 1, lần 2, và nghỉ trưa cho đến sau giờ học. Kết thúc một ngày hành động và trở về nhà, đồng thời đây là điểm xác nhận sự hiện diện của bản đồ biểu hiện mức độ ấn tượng tốt đẹp trong mối quan hệ hiện tại với các nhân vật nữ, người chơi có thể save, load tuỳ thích, và cùng những cuộc gặp gỡ ngẫu nhiên, ngoài ra có thể tiến hành thực hiện các đoạn đối thoại một đối một với các cô gái thông qua (chế độ hội thoại) và còn phát sinh nhiều sự kiện phong phú đa dạng như (sự kiện mang tính chất âu yếm) và (hẹn hò từ trường về nhà) trong game.
Tuy nhiên, nhiều người chơi đã cho biết về sự tồn tại nhiều lỗi phát sinh trên trang web chính thức của nhà sản xuất Amagami, đặc biệt là những lỗi về biên dịch các sự kiện riêng rẽ với những thứ khác đã được nhà sản xuất thông báo đưa ra một lời xin lỗi và tạo một FAQ công khai các hoạt động của trang web, do các tình nguyện viên của Amagami @ wiki điều hành, hơn nữa nó còn bao gồm những điều khoản về tình trạng không có khả năng phục hồi dữ liệu lưu trữ.

## Nhân vật

### Nhân vật chính
Tachibana Jun'ichi (橘純一)
Lồng tiếng bởi: Maeno Tomoaki
Nhân vật chính của câu truyện. Cậu có một thời gian khó mở lòng mình với những người khác do cú sốc hai năm trước, khi cậu hẹn hò với người bạn gái vào đêm trước Giáng sinh nhưng đã không được đáp lại khiến trái tim tình yêu của cậu tan vỡ.
Morishima Haruka (森島 はるか)
Lồng tiếng bởi: Itō Shizuka
Một cô gái khá nổi tiếng trong năm cuối cùng của cô, có nhiều người hâm mộ ở trường. Cô được mô tả như là một cô gái hay thay đổi và không an toàn, có sở thích những thứ dễ thương, đặc biệt là chó. Cô có người bạn tốt nhất là Tsukahara Hibiki và một cậu em trai tên là Satoshi. Cô là người có 1 phần 4 dòng máu nước Anh từ họ mẹ của gia đình mà họ là Lovely.
Tanamachi Kaoru (棚町 薫)
Lồng tiếng bởi: Satō Rina
Một người bạn thời thơ ấu của Jun'ichi, và thường hay chơi chung với bạn của cậu là Masayoshi. Cô là người khó đoán và hay đánh Jun'ichi bất cứ lúc nào. Cô làm việc bán thời gian tại một nhà hàng gia đình để hỗ trợ bà mẹ đơn thân của mình, để bà có thể hẹn hò với người đàn ông khác.
Nakata Sae (中多 紗江)
Lồng tiếng bởi: Konno Hiromi
Một người bạn của Miya. Dành phần lớn thời gian để học tập trong cuộc sống tại trường của cô, Sae vô cùng nhút nhát trước đàn ông.
Nanasaki Ai (七咲 逢)
Lồng tiếng bởi: Yukana
Một bạn học của Miya. Cô là thành viên của đội bơi lội nữ trong trường. Cô có một em trai tên là Ikuo và sở hữu ngoại hình khá đẹp cùng tính cách điềm tĩnh.
Sakurai Rihoko (桜井 梨穂子)
Lồng tiếng bởi: Shintani Ryōko
Cô là bạn thời thơ ấu của Jun'ichi, có sở thích ăn uống, say sưa đọc các cuốn sách ăn kiêng trong thư viện trường mình học. Cô là thành viên của Hiệp hội pha chế Trà.
Ayatsuji Tsukasa (絢辻 詞)
Lồng tiếng bởi: Nazuka Kaori
Giữ vai trò là lớp trưởng lớp Jun'ichi đang học, luôn chăm chỉ làm việc và sẵn sàng thực hiện nhiệm vụ được giao mà ít ai dám làm. Mặc dù bề ngoài trông có vẻ tử tế, ân cần và thân thiện, nhưng đó chỉ là vỏ bọc để che giấu tính cách thật sự của cô là thao túng và gian xảo.

### Nhân vật phụ
Tachibana Miya (橘 美也)
Lồng tiếng bởi: Asumi Kana
Em gái của Jun'ichi và hay gọi đùa ông anh là "Nii-nii." Cô thường hay tỏ ra ganh tị khi thấy anh trai cô đang nói chuyện hay gặp gỡ với một cô gái khác.
Takahashi Maya (高橋 麻耶)
Lồng tiếng bởi: Hayamizu Risa
Giáo viên chủ nhiệm của Jun'ichi.
Umehara Masayoshi (梅原 正吉)
Lồng tiếng bởi: Terashima Takuma
Người bạn tốt nhất của Jun'ichi từ thời thơ ấu, có niềm say mê thần tượng Nhật Bản. Cậu thường mua sách ảnh của họ và chia sẻ chúng với Jun'ichi. Gia đình cậu sở hữu một cửa hàng sushi mà cậu có thể sẽ kế thừa.
Itō Kanae (伊藤 香苗)
Lồng tiếng bởi: Matsuoka Yuki
Một người bạn thân của Rihoko. Cô ấy sau này đã giành chiến thắng trong cuộc thi Miss Santa.
Tanaka Keiko (田中 恵子)
Lồng tiếng bởi: Kadowaki Mai
Một người bạn của Kaoru. Cô và Jun'ichi một lần cho một số lời khuyên của cô về việc bắt nạt những tên con trai khác.
Tsukahara Hibiki (塚原 響)
Lồng tiếng bởi: Asakawa Yū
Bạn của Haruka và là đội trưởng của đội bơi lội nữ. Cô hay la mắng tính ham vui đùa của Haruka.

## Chuyển thể

### Manga
Có tới năm bộ manga phỏng theo anime. Amagami: Precious Diary (アマガミ precious diary) do Shinonome Tarō vẽ và cho đăng nhiều kỳ trong Young Animal. Amagami: Sincerely Yours (アマガミ Sincerely yours シンシアリーユアーズ Amagami: Sincerely yours: Sinshiarī Yuāzu) do Sakura Kotetsu minh họa và Amagami! (あまがみっ!) đều được đăng nhiều kỳ trong tạp chí Famitsu Comic Clear. Amagami: Love Goes On! (アマガミ Love goes on!) do Kamino Ryuya vẽ và được đăng nhiều kỳ trong tạp chí Dengeki Maou. Một bộ hợp tuyển manga Amagami - Various Artists được khá nhiều họa sĩ khác nhau sáng tác, hiện giờ chỉ mới có ba tập

### Anime
Một phiên bản anime phỏng theo game do AIC thực hiện và công bố vào ngày 24 tháng 4 năm 2010 với tên gọi là Amagami SS, được khởi chiếu vào ngày 1 tháng 7 năm 2010. Phiên bản anime khá độc đáo ở chỗ nó được chia làm thành từng mỗi chương có cốt truyện riêng (Story Arc) (4 tập phim cho một nhân vật) mỗi chương sẽ tập trung vào từng nhân vật nữ trong số sáu nhân vật nữ, mỗi người sẽ trở thành người yêu thú vị của Jun'ichi.
Một phiên bản phụ của anime bắt đầu từ Kamizaki Risa, một nhân vật phụ trong game Amagami đã được giới thiệu và đề cử xuất hiện trong phiên bản anime.

### Âm nhạc
Ca khúc mở đầu của anime là I Love được Azusa trình diễn.
Có 6 ca khúc kết thúc trong anime, từng bài sẽ được các diễn viên lồng tiếng (Seiyu) trình bày cho từng nhân vật chính của series tương ứng với mỗi phần: 
- Kimi no Hitomi ni Koishiteru (キミの瞳に恋してる?) do Itō Shizuka trình bày
- Kitto Ashita wa... (きっと明日は…?) do Satō Rina trình bày
- Anata Shika Mienai (あなたしか見えない?) do Konno Hiromi trình bày
- Koi wa Mizu-iro (恋はみずいろ?) do Yukana trình bày
- Koi wa Aserazu (恋はあせらず?) do Shintani Ryōko trình bày

Bài thứ 6 và là bài cuối cùng được Nazuka Kaori trình bày hiện vẫn chưa được tiết lộ.
Cả bài I Love và Kimi no Hitomi ni Koishiteru được phát hành vào ngày 19 tháng 7 năm 2010. Kitto Ashita wa được phát hành vào ngày 18 tháng 8 năm 2010.